# Szirtirigófélék
A szirtirigófélék (Chaetopidae) a madarak osztályának verébalakúak (Passeriformes) rendjébe, azon belül a verébalkatúak (Passeri) alrend Passerida ágába tartozó család.

## Rendszerezés
A nemet egyes rendszerezők gólyalábúvarjú-félék (Picathartidae) családjába sorolják.
A családba az alábbi 1 nem és 2 faj tartozik:
- Chaetops  (Swainson, 1832) – 2 faj 		
  - narancsbegyű szirtirigó (Chaetops aurantius)
  - szirti rigó (Chaetops frenatus)